# Maritime Museum of the Atlantic
Il Museo marittimo dell'Atlantico è un museo marittimo fondato nel 1948 e situato nel centro di Halifax, in Nuova Scozia, Canada.
Il museo è membro del sistema museale della Nuova Scozia ed è il più antico e più grande museo marittimo del Canada con una collezione di oltre 30.000 reperti,70 piccole imbarcazioni e una nave a vapore del 1913 di 55m chiamata SS Arcadia, usata un tempo per indagini idrografiche e successivamente donata al museo nel 1982.

## Storia
Un tempo conosciuto come museo marittimo del Canada,vantò tra i suoi presidenti numerosi ufficiali navali fino al 1959, anno in cui Niels Jannasch fu assunto come direttore del museo, rimanendo in carica fino al 1985. Il museo si è spostato attraverso diverse sedi prima che quella attuale fosse costruita nel 1981 come parte di un programma di riqualificazione del lungomare.

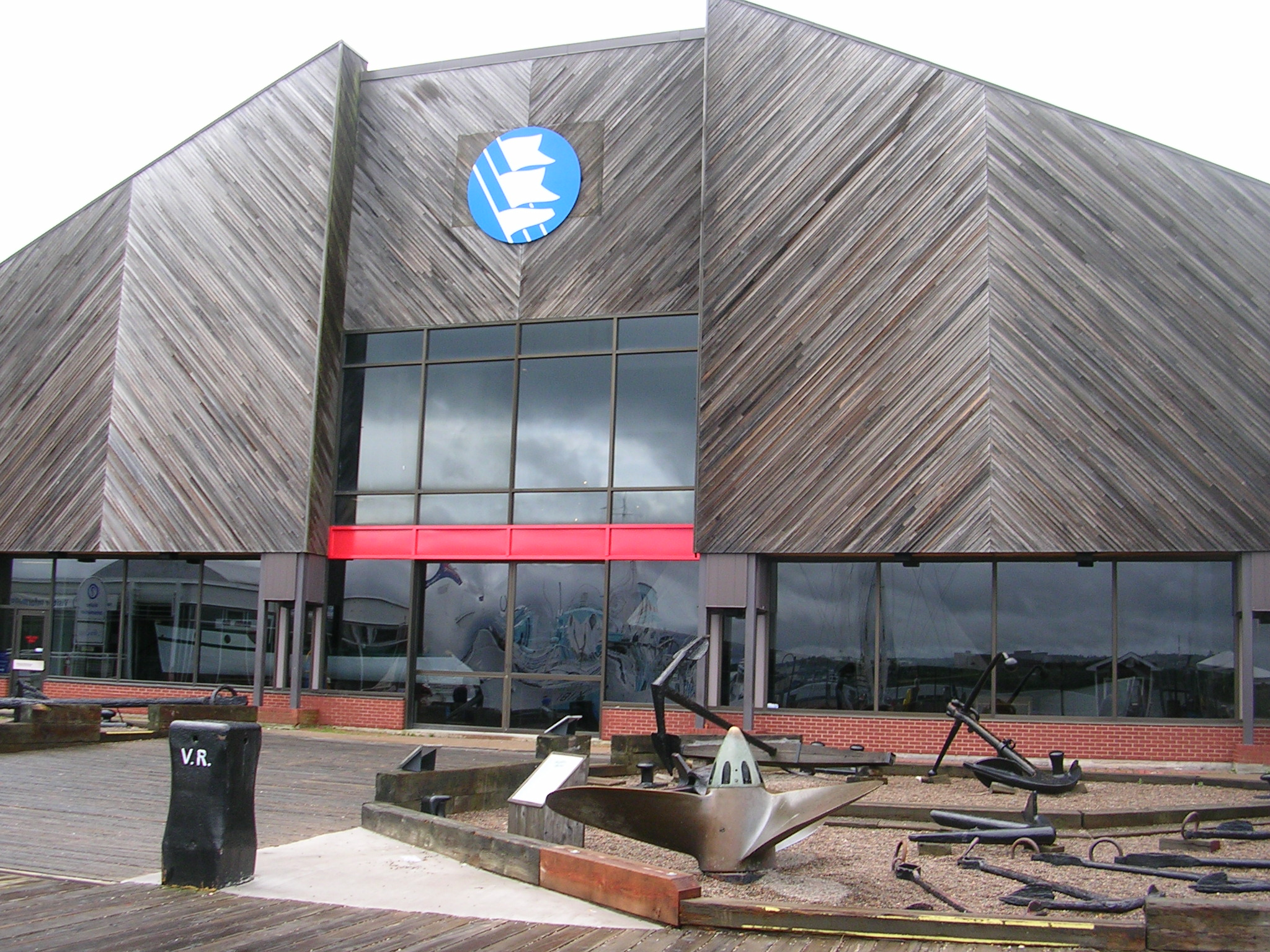
Il lato lungomare del museo

Il museo è stato una delle prime attrazioni del lungomare riqualificato di Halifax. La sua posizione offre numerosi moli e rifugi, oltre a una vista strategica del porto di Halifax che guarda verso il mare,la capitaneria di porto e l'isola di Giorgio. Il museo è costituito dal restaurato edificio del lampadario del negozio Robertson del 1880, così come dalle moderne gallerie espositive nella nuova ala Devonian. Vi è anche una biblioteca pubblica,la Niels Jannasch Library che prende il nome dal direttore fondatore del museo.

## Collezione
Oltre ai 30.000 manufatti esposti, il museo ha anche una collezione di 30.000 fotografie, nonché una grande collezione di carte nautiche e libri rari.Della collezione fanno parte ritratti di navi, tra cui il più antico ritratto di nave canadese, nonché una vasta collezione di modellini di navi. Nel luglio 2017 il museo ha anche completato il restauro della piccola goletta Hebridee II.

## Esposizioni

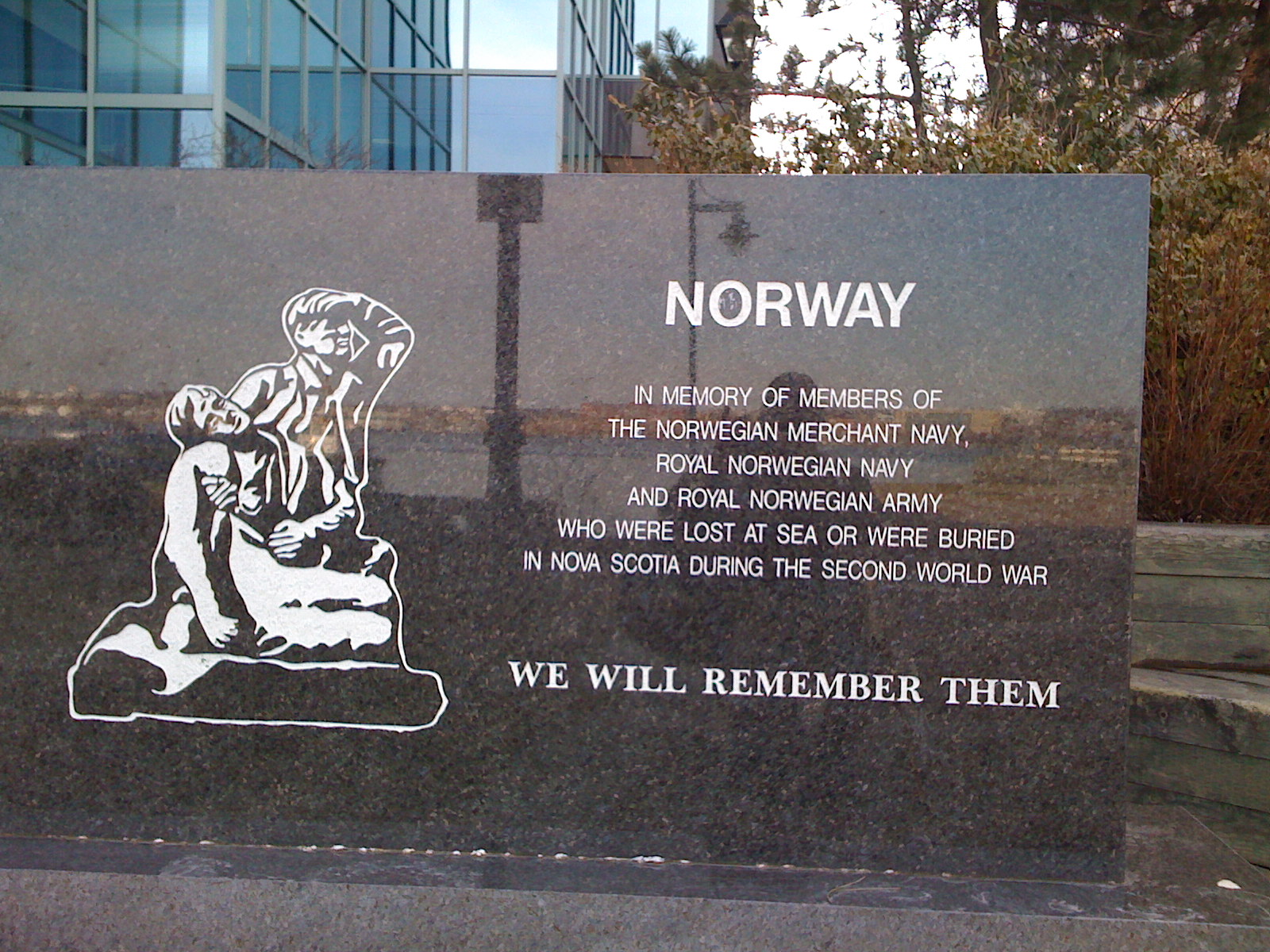
Memoriale norvegese accanto al museo

Le sale espositive pubbliche sono suddivise per tematiche che sono: I giorni della vela, l'epoca del vapore, piccole imbarcazioni,la marina canadese, l'esplosione di Halifax e una sezione dedicata ai relitti.
- Sezione epoca del vapore: include una mostra speciale su Samuel Cunard, il cittadino illustre della Nuova Scozia che ha creato la Cunard Line. Di questa parte dell'esposizione fa parte anche l'edificio Robertson del 1880 recentemente restaurato e che ospita la nave Robertson anch'essa completamente restaurata.
- Sezione della marina: comprende la "Mostra del convoglio" sulla Battaglia dell'Atlantico che include il libro della memoria della marina mercantile canadese. I monumenti alla marina mercantile canadese e norvegese si trovano appena fuori dal museo insieme a un parco giochi per bambini a forma di sottomarino.
- Sezione relitti: quella sicuramente più famosa è dedicata all'affondamento dell'RMS Titanic che vanta la più importante collezione al mondo di manufatti in legno della nave, tra cui una delle poche sedie a sdraio sopravvissute e un paio di scarpe che hanno contribuito a rilevare l'identità di un bambino vittima del naufragio,successivamente identificato come Sidney Leslie Goodwin.In questa parte espositiva è stato dato particolare risalto alle operazioni di recupero dei corpi delle vittime da parte della Nuova Scozia. Oltre al naufragio del Titanic vi sono esposti i reperti di numerosi altri relitti recuperati al largo della costa della Nuova Scozia, comprese le scoperte archeologiche del porto di Louisbourg e una sconosciuta goletta del 1750.Questi reperti sono costituiti da armi, strumenti navali d'epoca, oro e argento recuperati dalle navi.

### Mostre temporanee
Oltre alle sezioni espositive stabili del museo,questo ospita talvolta numerose esposizioni temporanee. Nel 2009 fu il primo museo canadese ad allestire un'esposizione dedicata al viaggio del 1939 dei rifugiati ebrei a bordo della nave MS St.Luis.Il titolo dell'esposizione era La nave del destino: Il tragico viaggio del St.Luis..Nel 2011 il museo è diventato il primo del nord America a presentare una mostra sulla vita dei marittimi gay chiamata Ciao marinaio: vita gay sulle onde dell'oceano,esposizione riadattata da una mostra del Merseyside Maritime Museum di Liverpool.. Un'altra mostra del 2012 ha esplorato il tema delle navi posa cavo di Halifax che nel 1912 avevano recuperato la maggior parte dei corpi dell'affondamento del Titanic.

## Eventi

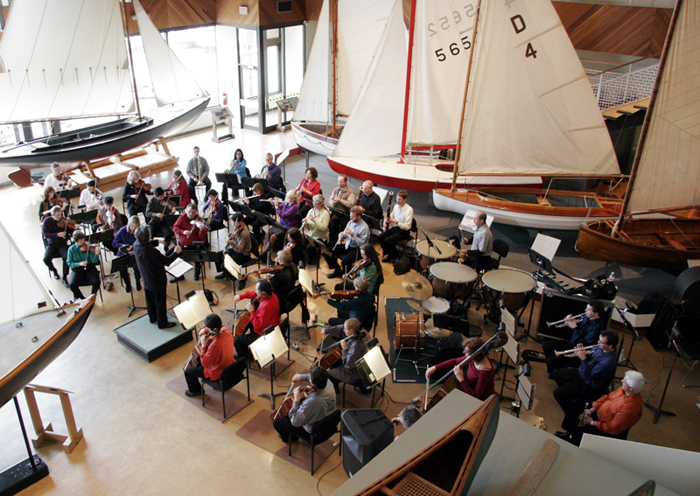
L'orchestra sinfonica della Nuova Scozia si esibisce alla galleria delle piccole imbarcazioni del museo

La posizione del museo sul lungomare di Halifax lo ha reso un polo di attrazione per numerosi importanti eventi pubblici. Oltre a essere una tappa per la maggior parte delle campagne elettorali federali canadesi, questo ha ospitato importanti incontri internazionali,tra cui il vertice del G7 del 1995, nonché un evento commemorativo dell'11 settembre 2006, cui hanno preso parte il ministro degli esteri canadese, Peter MacKay e il segretario di Stato degli Stati Uniti, Condoleezza Rice. Il museo ospita annualmente una commemorazione della Battaglia dell'Atlantico la prima domenica di ogni maggio oltre al giorno della marina mercantile canadese il 3 settembre di ogni anno.

## Vascelli

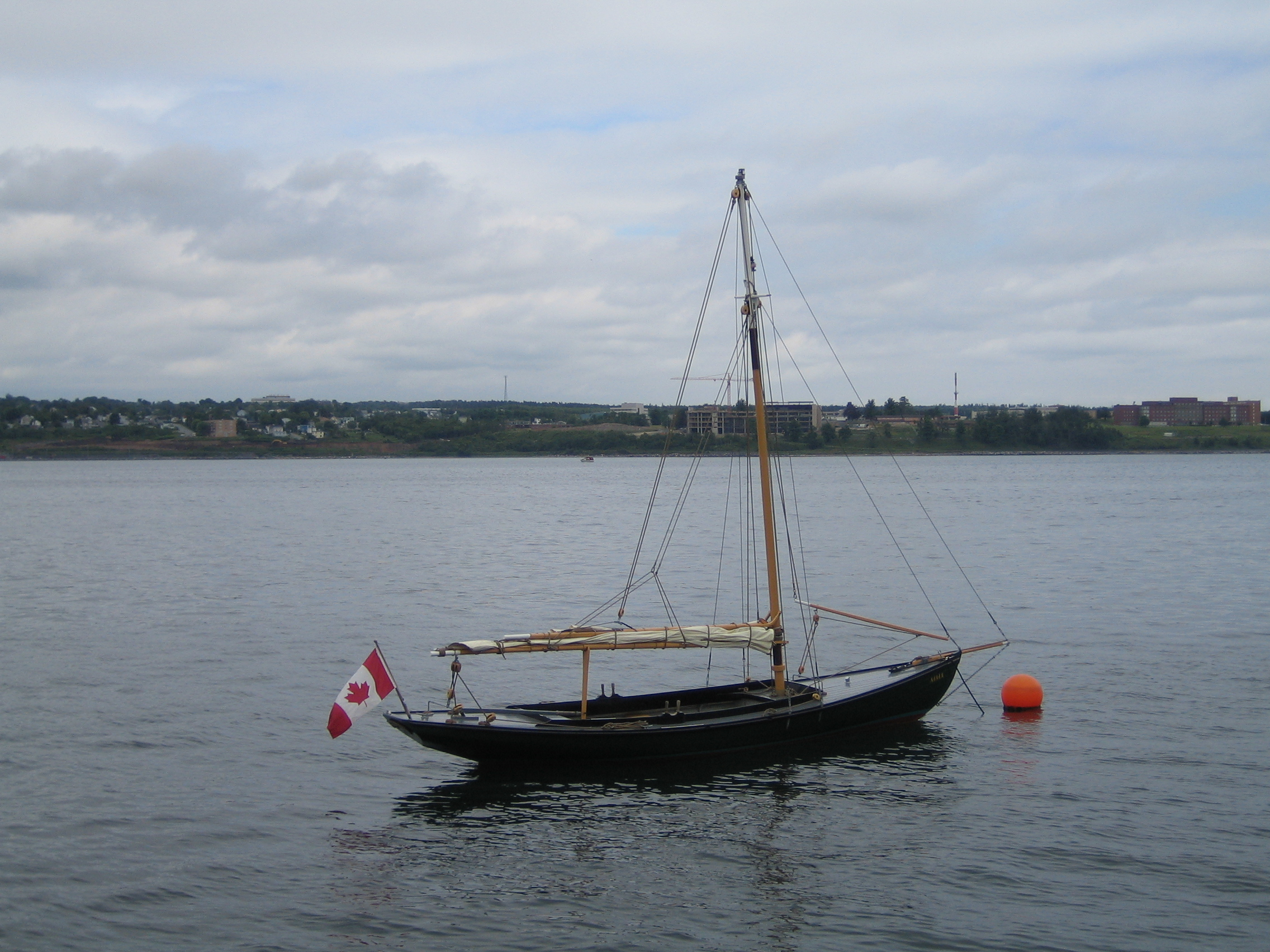
lo sloop Windekilda, dal nome del direttore fondatore Niels Windekilda Jannasch.
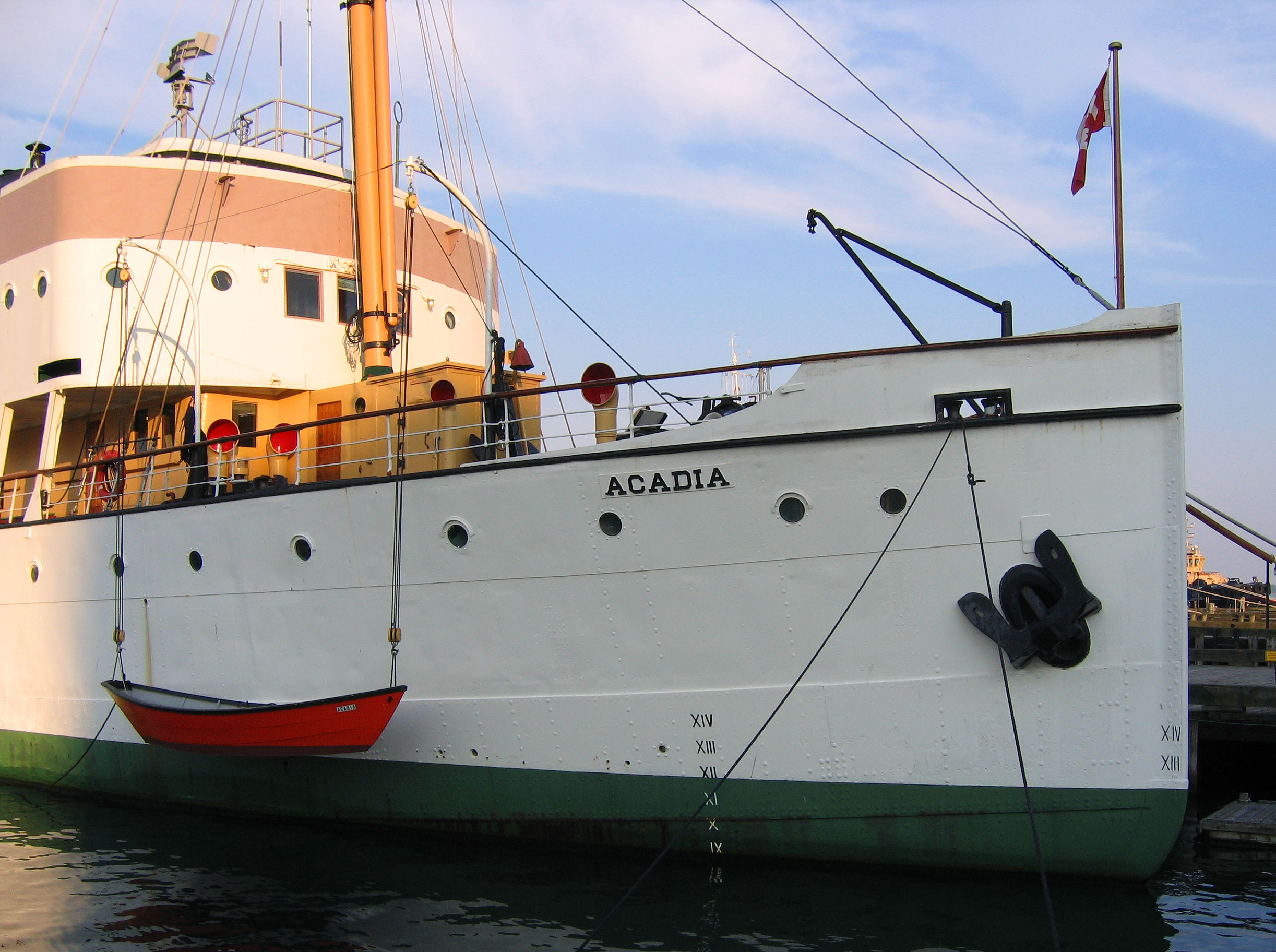
CSS Acadia, il più grande manufatto del museo.

- CSS Acadia, fu utilizzato come nave di ricerca dal 1913 al 1968 e come nave di pattuglia nella prima e seconda guerra mondiale
- 70 piccole imbarcazioni esposte nella galleria delle piccole imbarcazioni
- Navi utilizzate operativamente in mare che salpano dalle banchine del museo. Tra queste ci sono i seguenti tipi: il Checchia son Perry, lo sloop Windekilda  e la classe S sloop Valkyrie
- Uno scuna di nome Hebridee II